# NGC 6688
NGC 6688 (również PGC 62242 lub UGC 11324) – galaktyka spiralna (S0-a), znajdująca się w gwiazdozbiorze Lutni. Odkrył ją Albert Marth 3 sierpnia 1864 roku.